# Dreiband-Europameisterschaft der Junioren 1992

Logo CEB (ausrichtender Verband)

Die Dreiband-Europameisterschaft der Junioren 1992 war ein Turnier in der Karambolagedisziplin Dreiband und fand vom 14. bis 16. Februar in Barcelona statt.

## Modus
Gespielt wurde mit 20 Teilnehmern in vier Gruppen à fünf Spielern im Round-Robin-Modus. Die beiden Gruppenbesten qualifizierten sich für das Viertelfinale. Bei Matchpunktegleichheit zählte der direkte Vergleich. Die Partiedistanz betrug zwei Gewinnsätze à 15 Punkte.

## Qualifikation
| Abschlusstabelle Gruppe A | Abschlusstabelle Gruppe A | Abschlusstabelle Gruppe A | Abschlusstabelle Gruppe A | Abschlusstabelle Gruppe A | Abschlusstabelle Gruppe A | Abschlusstabelle Gruppe A | Abschlusstabelle Gruppe A | Abschlusstabelle Gruppe A |
| Platz                     | Name                      | MP                        | SP                        | Pkte                      | Aufn.                     | GD                        | BED                       | HS                        |
| ------------------------- | ------------------------- | ------------------------- | ------------------------- | ------------------------- | ------------------------- | ------------------------- | ------------------------- | ------------------------- |
| 1                         | David Persson             | 8:0                       | 8:1                       | 133                       | 143                       | 0,930                     | 1,304                     | 7                         |
| 2                         | Dick van Uum              | 6:2                       | 7:2                       | 131                       | 156                       | 0,839                     | 1,500                     | 6                         |
| 3                         | Miguel Siquier            | 4:4                       | 6:8                       | 98                        | 130                       | 0,753                     | 1,034                     | 5                         |
| 4                         | Vladimir Vorel            | 2:6                       | 2:7                       | 60                        | 172                       | 0,348                     | 0,475                     | 4                         |
| 5                         | Salis Dimitropoulos       | 0:8                       | 0:8                       | 61                        | 163                       | 0,374                     | -                         | 6                         |

| Abschlusstabelle Gruppe B | Abschlusstabelle Gruppe B | Abschlusstabelle Gruppe B | Abschlusstabelle Gruppe B | Abschlusstabelle Gruppe B | Abschlusstabelle Gruppe B | Abschlusstabelle Gruppe B | Abschlusstabelle Gruppe B | Abschlusstabelle Gruppe B |
| Platz                     | Name                      | MP                        | SP                        | Pkte                      | Aufn.                     | GD                        | BED                       | HS                        |
| ------------------------- | ------------------------- | ------------------------- | ------------------------- | ------------------------- | ------------------------- | ------------------------- | ------------------------- | ------------------------- |
| 1                         | Roland Forthomme          | 6:2                       | 6:2                       | 115                       | 104                       | 1,105                     | 1,666                     | 7                         |
| 2                         | Daniel Sánchez            | 6:2                       | 6:2                       | 109                       | 94                        | 1,159                     | 2,500                     | 11                        |
| 3                         | Dion Nelin                | 6:2                       | 6:2                       | 111                       | 82                        | 1,353                     | 3,000                     | 10                        |
| 4                         | Jean-Marc Dridi           | 2:6                       | 2:6                       | 59                        | 101                       | 0,584                     | 0,697                     | 3                         |
| 5                         | Nikos Polychronopoulos    | 0:8                       | 0:8                       | 58                        | 133                       | 0,436                     | -                         | 3                         |

| Abschlusstabelle Gruppe C | Abschlusstabelle Gruppe C | Abschlusstabelle Gruppe C | Abschlusstabelle Gruppe C | Abschlusstabelle Gruppe C | Abschlusstabelle Gruppe C | Abschlusstabelle Gruppe C | Abschlusstabelle Gruppe C | Abschlusstabelle Gruppe C |
| Platz                     | Name                      | MP                        | SP                        | Pkte                      | Aufn.                     | GD                        | BED                       | HS                        |
| ------------------------- | ------------------------- | ------------------------- | ------------------------- | ------------------------- | ------------------------- | ------------------------- | ------------------------- | ------------------------- |
| 1                         | Jacob Haack-Sörensen      | 6:2                       | 7:3                       | 136                       | 173                       | 0,786                     | 1,578                     | 8                         |
| 2                         | Michael Nilsson           | 6:2                       | 7:4                       | 143                       | 143                       | 1,000                     | 1,428                     | 6                         |
| 3                         | Martin Horn               | 6:2                       | 7:4                       | 151                       | 172                       | 0,877                     | 1,200                     | 9                         |
| 4                         | Danny Breur               | 2:6                       | 4:7                       | 112                       | 178                       | 0,629                     | 0,639                     | 6                         |
| 5                         | Michael Boutin            | 0:8                       | 1:8                       | 74                        | 160                       | 0,462                     | -                         | 4                         |

| Abschlusstabelle Gruppe D | Abschlusstabelle Gruppe D | Abschlusstabelle Gruppe D | Abschlusstabelle Gruppe D | Abschlusstabelle Gruppe D | Abschlusstabelle Gruppe D | Abschlusstabelle Gruppe D | Abschlusstabelle Gruppe D | Abschlusstabelle Gruppe D |
| Platz                     | Name                      | MP                        | SP                        | Pkte                      | Aufn.                     | GD                        | BED                       | HS                        |
| ------------------------- | ------------------------- | ------------------------- | ------------------------- | ------------------------- | ------------------------- | ------------------------- | ------------------------- | ------------------------- |
| 1                         | José Manuel Gomez         | 6:2                       | 6:2                       | 108                       | 150                       | 0,720                     | 1,304                     | 5                         |
| 2                         | Çengiz Karaça             | 6:2                       | 6:4                       | 125                       | 165                       | 0,757                     | 0,944                     | 5                         |
| 3                         | Brian Knudsen             | 4:4                       | 5:4                       | 127                       | 125                       | 1,016                     | 1,071                     | 7                         |
| 4                         | Gilbert Preissinger       | 4:4                       | 4:4                       | 93                        | 131                       | 0,709                     | 0,937                     | 7                         |
| 5                         | Peter Pestal              | 0:8                       | 1:8                       | 87                        | 193                       | 0,450                     | -                         | 3                         |

## Finalrunde
|  | Viertelfinale Best of 3 | Viertelfinale Best of 3 |                 |                  | Halbfinale Best of 3 | Halbfinale Best of 3 |  |  | Finale Best of 3 | Finale Best of 3 |
|  |                         |                         |                 |                  |                      |                      |  |  |                  |                  |
|  |                         |                         |                 |                  |                      |                      |  |  |                  |                  |
|  | David Persson           | 1:2/43/62/0,693         |                 |                  |                      |                      |  |  |                  |                  |
|  | David Persson           | 1:2/43/62/0,693         |                 |                  |                      |                      |  |  |                  |                  |
|  | Çengiz Karaça           | 2:1/41/64/0,640         |                 |                  |                      |                      |  |  |                  |                  |
|  | Çengiz Karaça           | 2:1/41/64/0,640         | Çengiz Karaça   | 0:2/18/28/0,642  |                      |                      |  |  |                  |                  |
|  |                         |                         | Çengiz Karaça   | 0:2/18/28/0,642  |                      |                      |  |  |                  |                  |
|  |                         | Daniel Sánchez          | 2:0/30/29/1,034 |                  |                      |                      |  |  |                  |                  |
|  | Jacob Haack-Sörensen    | Daniel Sánchez          | 2:0/30/29/1,034 | 0:2/3/13/0,230   |                      |                      |  |  |                  |                  |
|  | Jacob Haack-Sörensen    |                         |                 | 0:2/3/13/0,230   |                      |                      |  |  |                  |                  |
|  | Daniel Sánchez          | 2:0/30/14/2,142         |                 |                  |                      |                      |  |  |                  |                  |
|  |                         |                         | Daniel Sánchez  | 2:1/42/30/1,400  |                      |                      |  |  |                  |                  |
|  |                         |                         |                 | Roland Forthomme | 1:2/29/29/1,000      |                      |  |  |                  |                  |
|  | José Manuel Gomez       | 0:2/22/37/0,594         |                 |                  |                      |                      |  |  |                  |                  |
|  | Dick van Uum            | 2:0/30/38/0,789         |                 |                  |                      |                      |  |  |                  |                  |
|  | Dick van Uum            | 2:0/30/38/0,789         | Dick van Uum    | 0:2/16/22/0,727  |                      |                      |  |  |                  |                  |
|  |                         |                         | Dick van Uum    | 0:2/16/22/0,727  | Spiel um Platz 3     |                      |  |  |                  |                  |
|  |                         | Roland Forthomme        | 2:0/30/23/1,304 |                  |                      |                      |  |  |                  |                  |
|  | Roland Forthomme        | Roland Forthomme        | 2:0/30/23/1,304 | 2:1/33/27/1,222  | Çengiz Karaça        | 0:2/8/16/0,500       |  |  |                  |                  |
|  | Roland Forthomme        |                         |                 | 2:1/33/27/1,222  | Çengiz Karaça        | 0:2/8/16/0,500       |  |  |                  |                  |
|  | Michael Nilsson         | 1:2/28/26/1,076         |                 | Dick van Uum     | 2:0/30/17/1,764      |                      |  |  |                  |                  |
|  | Michael Nilsson         | 1:2/28/26/1,076         |                 |                  | 2:0/30/17/1,764      |                      |  |  |                  |                  |
|  |                         |                         |                 |                  |                      |                      |  |  |                  |                  |

## Abschlusstabelle
| MP    | Match Points (Sieger = 2; Unentschieden = 1; Verlierer = 0) |
| Pkte. | Erzielte Karambolagen                                       |
| Aufn. | Benötigte Versuche                                          |
| GD    | Generaldurchschnitt                                         |
| BED   | Bester Einzeldurchschnitt eines Spielers                    |
| HS    | Höchstserie                                                 |
|       | Bester GD des Turniers                                      |
|       | Bester ED des Turniers                                      |
|       | Beste HS des Turniers                                       |
|       | 1. Platz (Gold)                                             |
|       | 2. Platz (Silber)                                           |
|       | 3. Platz (Bronze)                                           |

| Endklassement              | Endklassement          | Endklassement | Endklassement | Endklassement | Endklassement | Endklassement | Endklassement | Endklassement |
| Platz                      | Name                   | MP            | SP            | Pkte.         | Aufn.         | GD            | BED           | HS            |
| -------------------------- | ---------------------- | ------------- | ------------- | ------------- | ------------- | ------------- | ------------- | ------------- |
| 1                          | Daniel Sánchez         | 12:2          | 12:3          | 211           | 167           | 1,263         | 2,500         | 12            |
| 2                          | Roland Forthomme       | 10:4          | 11:5          | 207           | 183           | 1,131         | 1,666         | 7             |
| 3                          | Dick van Uum           | 10:4          | 11:4          | 207           | 233           | 0,888         | 1,764         | 6             |
| 4                          | Çengiz Karaça          | 8:6           | 8:9           | 192           | 273           | 0,703         | 0,944         | 6             |
| 5                          | David Persson          | 8:2           | 9:3           | 176           | 205           | 0,858         | 1,304         | 7             |
| 6                          | Michael Nilsson        | 6:4           | 8:6           | 171           | 169           | 1,011         | 1,428         | 6             |
| 7                          | José Manuel Gomez      | 6:4           | 6:4           | 130           | 187           | 0,695         | 1,304         | 5             |
| 8                          | Jacob Haack-Sörensen   | 6:4           | 7:5           | 139           | 186           | 0,747         | 1,578         | 8             |
| 9                          | Dion Nelin             | 6:2           | 6:2           | 111           | 82            | 1,353         | 3,000         | 10            |
| 10                         | Martin Horn            | 6:2           | 7:4           | 151           | 172           | 0,877         | 1,200         | 9             |
| 11                         | Brian Knudsen          | 4:4           | 5:4           | 127           | 125           | 1,016         | 1,071         | 7             |
| 12                         | Miguel Siquier         | 4:4           | 6:8           | 98            | 130           | 0,753         | 1,034         | 5             |
| 13                         | Gilbert Preissinger    | 4:4           | 4:4           | 93            | 131           | 0,709         | 0,937         | 7             |
| 14                         | Danny Breur            | 2:6           | 4:7           | 112           | 178           | 0,629         | 0,639         | 6             |
| 15                         | Jean-Marc Dridi        | 2:6           | 2:6           | 59            | 101           | 0,584         | 0,697         | 3             |
| 16                         | Vladimir Vorel         | 2:6           | 2:7           | 60            | 172           | 0,348         | 0,475         | 4             |
| 17                         | Peter Pestal           | 0:8           | 1:8           | 87            | 193           | 0,450         | -             | 3             |
| 18                         | Michael Boutin         | 0:8           | 1:8           | 74            | 160           | 0,462         | -             | 4             |
| 19                         | Salis Dimitropoulos    | 0:8           | 0:8           | 61            | 163           | 0,374         | -             | 6             |
| 20                         | Nikos Polychronopoulos | 0:8           | 0:8           | 58            | 133           | 0,436         | -             | 3             |
| Turnierdurchschnitt: 0,754 |                        |               |               |               |               |               |               |               |